# Nonoverlapping Magisteria
Nonoverlapping Magisteria (NOMA) (deutsch etwa: „sich nicht überschneidende Lehrgebiete“) bezeichnet die Auffassung, wonach Religion und Wissenschaft einander nicht widersprechen, weil die Gebiete ihrer professionellen Expertise sich nicht überschneiden.
Der Evolutionsbiologe Stephen Jay Gould prägte diesen Begriff in einem 1997 veröffentlichten gleichnamigen Aufsatz. Der zugrundeliegende Gedanke wurde jedoch schon wesentlich früher geäußert, so 1925 von Alfred North Whitehead in seinem Artikel Religion and Science.
Demnach umfasst Wissenschaft das empirische Universum und beantwortet die Fragen, woraus es gemacht ist (Fakten) und warum es so funktioniert (Theorie); Religion sei dagegen auf Fragen moralischer Bedeutung und Werte gerichtet. Sowohl unter Religionsanhängern als auch unter den westlichen Wissenschaftlern sei diese Auffassung vom Verhältnis von Wissenschaft und Religion zueinander am weitesten verbreitet. Der Kreationismus sei dagegen eine Randerscheinung und beruhe auf einem Missverständnis der Bibel als einem unfehlbaren Dokument, das „buchstäblich bis auf jedes Jota und jedes i-Tüpfelchen wahr ist“, wie es lediglich in fundamentalistischen Teilen des amerikanischen Protestantismus vorherrsche. Diese streng wörtliche Interpretation sei weder im Katholizismus noch im Judentum und auch nicht in den meisten protestantischen Strömungen gängig, da in diesen Religionen keine verbreitete Tradition bestehe, die Bibel als buchstäbliche Wahrheit anzusehen. Vielmehr wird die Bibel als erhellende Literatur verstanden, die zum Teil auf Metaphern und Allegorien basiert und für ein angemessenes Verständnis interpretationsbedürftig ist. Siehe auch Biblische Exegese.
Obwohl sich Stephen Jay Gould selbst als einen „jüdischen Agnostiker“ verstand, ging es ihm bei seinem NOMA-Konzept nicht um eine diplomatische Haltung (oder wie ihm später von Dawkins vorgeworfen wurde: „Appeasement“) gegenüber der Religion, sondern um eine „prinzipielle Position auf intellektueller und moralischer Grundlage“, die von einem respektvollen oder sogar „liebenden Konkordat“ ausging.
Die Position Goulds wurde unter anderem von den Atheisten Richard Dawkins, Jerry Coyne und Ulrich Kutschera als unrealistisch kritisiert. Der Biologiehistoriker Michael Ruse bezweifelt, dass sich Religion gänzlich von Aussagen über Fakten trennen lässt. Daneben wurde von theologischer Seite bemängelt, dass die Position hinter die Auffassung von Georg Simmel zurückfalle. Dieser hatte behauptet, zwischen Wissenschaft und Religion können keine Spannungen entstehen, obwohl beide für die ganze Wirklichkeit zuständig sind; nur gibt es für beide ein anderes Sensorium: „Sie könnten sich nun prinzipiell so wenig kreuzen, wie Töne mit Farben.“ Der Astrophysiker Arnold Benz betont, dass sich Naturwissenschaft und Religion auf verschiedene Wirklichkeitserfahrungen beziehen: objektive Messungen, bzw. religiöse Wahrnehmungen, an denen ein Mensch teilnimmt und eine Beziehung eingeht. Die beiden Ebenen treffen sich zum Beispiel im Staunen und in der Ethik.
Michael Schmidt-Salomon meint, der evolutionäre Humanismus hält einen derartigen Trennungsversuch zweier konträrer Wissenskulturen für verfehlt. Sie würde zur Aufrechterhaltung von Illusionen beitragen und die Menschheit in ihrer Entwicklung keinen Schritt voranbringen. Außerdem seien Natur und Kultur unaufhebbar miteinander verwoben. Aussagen, die bereits auf physikalischer oder biologischer Ebene falsch sind, könnten auf philosophischer Ebene nicht plötzlich richtig sein.
In der Scholastik und im Thomismus wird dafür argumentiert, dass es keine „doppelte Wahrheit“ gebe und eine Synthese von Glaube und Wissenschaft möglich sei. Insbesondere die Philosophie als Universalwissenschaft komme dabei aufgrund der einen Wirklichkeit nie zu einer der Theologie widersprechenden Wahrheit. Die päpstliche Enzyklika Fides et ratio von 1998 beschäftigt sich mit diesem Thema.